# Croûte salée

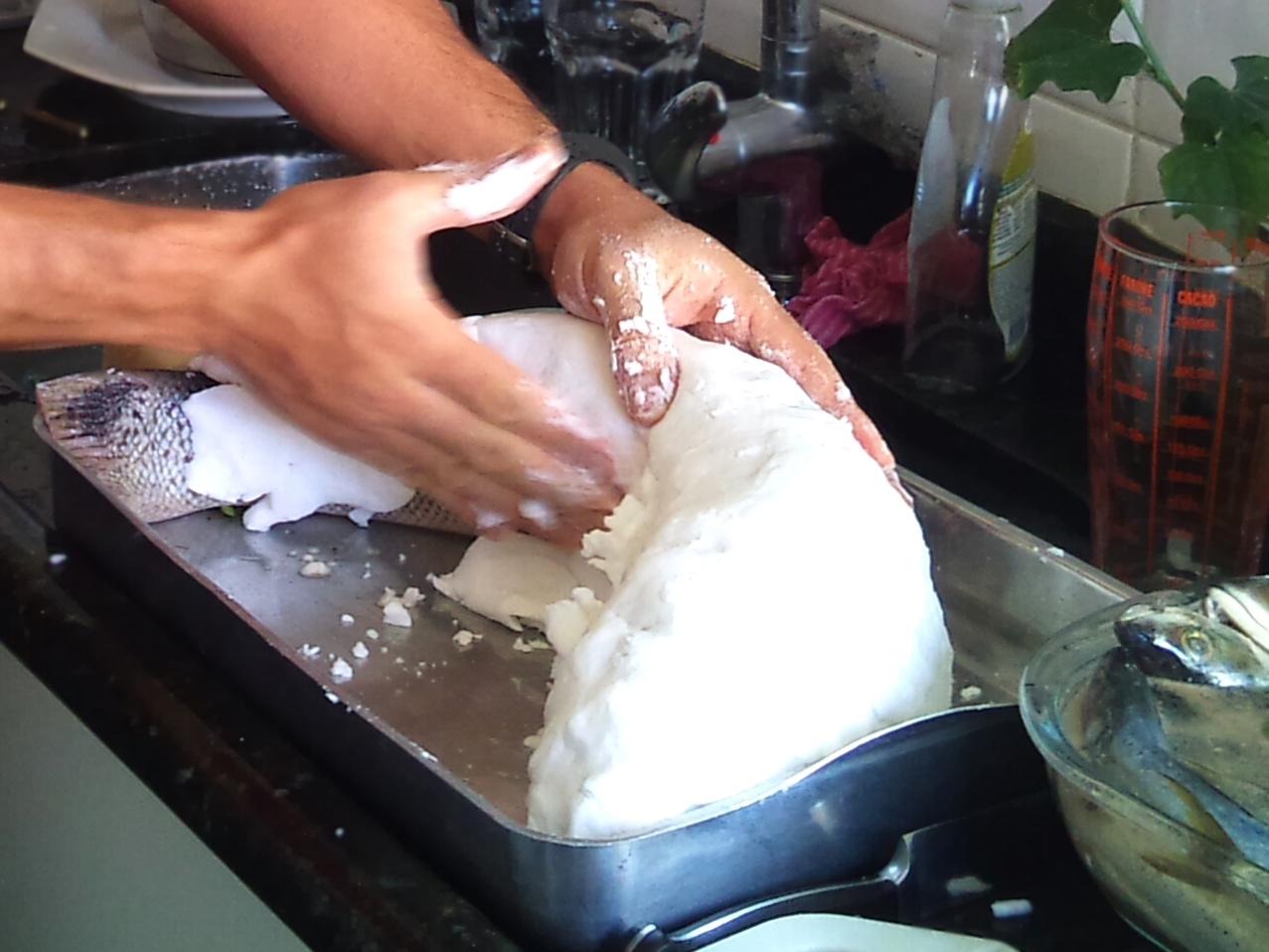
Poisson en plein salage.

Une croûte salée, ou croûte de sel, est une méthode de cuisson qui consiste à recouvrir complètement un ingrédient, tel que du poisson, du poulet ou des légumes, de gros sel (parfois lié par de l'eau ou du blanc d'œuf) avant de le faire cuire. La couche de sel agit comme un isolant et aide à cuire l'aliment de manière uniforme et douce. Après la cuisson, la croûte salée est craquelée et jetée, révélant ainsi l'aliment humide et cuit uniformément,.

## Technique et aliments
Les aliments délicats tels que le poisson, le poulet/la volaille ou les légumes sont généralement cuits selon cette méthode. Dans chaque cas, l'objectif est d'emprisonner l'humidité, de protéger les aliments du dessèchement, d'assurer une cuisson uniforme et de maximiser la saveur.
La croûte salée peut être créée simplement en ajoutant une quantité suffisante de gros sel pour couvrir l'aliment. De l'eau peut être pulvérisée sur le dessus pour aider le sel à former une croûte dure. On peut aussi mélanger le sel avec du blanc d'œuf pour former une pâte souple.
La cuisson se fait généralement dans un four à environ 200 °C, la croûte salée faisant office de récipient de cuisson. Cela ralentit le transfert de chaleur vers les aliments, créant ainsi un four lent et sec, bénéfique pour la plupart des protéines.
Pour servir, la croûte est brisée et soigneusement retirée, afin d'éviter de laisser des résidus de sel dans les aliments.
On peut également cuire un steak en utilisant une méthode similaire plutôt que de le faire griller et risquer la perte de ses jus. Enduire une poêle à sel et y faire cuire le steak, idéalement d'une épaisseur d'un pouce ou moins, permet d'obtenir un morceau plus humide et plus savoureux. La poêle est chauffée jusqu'à ce que le sel craque et les steaks cuits selon cette méthode présentent généralement une croûte croquante faite de sel. Il s'agit d'une différence essentielle par rapport aux autres croûtes salées, car elles sont généralement jetées, mais dans ce cas, elles sont utilisées pour ajouter de la texture et de la saveur au steak. Cette méthode ne doit donc pas être utilisée par les personnes ayant un régime à faible teneur en sel.

## Histoire
La plus ancienne recette trouvée pour un bifteck en croûte salée date du quatrième siècle avant Jésus-Christ, dans le livre Life of Luxury d'Archestratus. La recette détaille un poisson blanc entier et rond, tel que le bar, le vivaneau ou la daurade, qui a été nettoyé puis vidé. Le poisson est assaisonné avec du thym inséré dans la cavité du poisson avant que la croûte salée ne l'encapsule dans deux livres de sel collé avec de l'eau et des blancs d'œufs.
Dans un livre de cuisine musulman datant du XIIIe siècle, une couche de sel est placée sur un nouveau carreau de terre cuite comme base et le poisson est placé par-dessus et une autre couche de sel est ajoutée, pour finalement être placé dans un four.
La première référence enregistrée en Chine ressemblant à la technique de cuisson dans une croûte salée est un poulet cuit au sel provenant de Dong Jing dans la province de Guangdong pendant la dynastie Qing (1644-1911). Le poulet était cuit et conservé dans les champs de sel de la région, ce qui lui donnait une saveur supplémentaire. Une recette traditionnelle plus récente consiste à construire un cocon de sel autour du poulet pour le protéger de la chaleur directe, ce qui assure une cuisson uniforme et évite le dessèchement de la viande. Le poulet est enveloppé dans un paquet serré qui concentre toutes les saveurs naturelles du poulet, ce qui donne un produit succulent et tendre. Cette méthode peut être considérée comme la combinaison de la méthode de la croûte salée et du style à la  française, en papillote.

## Dans le monde entier
- Le poisson en croûte salée est apparu dans de nombreux pays différents tels que la France, l'Italie, l'Espagne et la Chine[8],[6].
- Dans le sud de l'Italie, le poisson originaire de la région comme le bar, la truite daurade ou le vivaneau est traditionnellement cuit en croûte de sel, en utilisant une combinaison de gros sel pour la base et de sel fin pour la couche supérieure[9].
- En Thaïlande, le poisson en croûte salée est cuit, farci de citronnelle[9].
- En Turquie, le poulet cuit en croûte salée est un plat traditionnel de la province de Hatay, dont les archives remontent à la période ottomane. On pense[Qui ?] que la technique aurait été adoptée de Chine.
- En Colombie, le filet de bœuf est cuit dans une croûte de sel, puis enveloppé dans un torchon de cuisine et cuit sur un dessus de charbons ardents.

## Recherche nutritionnelle
Une étude de l'Université de Sinop en Turquie a cherché à identifier l'impact d'une croûte salée sur la cuisson de la truite arc-en-ciel (Oncorhynchus mykiss). Le poisson a été éviscéré, et sa cavité stomacale farcie d'arômes, avant d'être emballé dans du papier d'aluminium pour empêcher l'absorption du sel par la chair. Une croûte salée a été fabriquée à partir de sel gemme, de blanc d'œuf et d'eau. Le poisson a été recouvert du mélange salé et cuit au four à 180 °C pendant 45 minutes, puis refroidi à température ambiante avant d'être découvert. Les résultats ont montré que les niveaux d'humidité et de glucides ont diminué, tandis que les autres valeurs nutritionnelles ont augmenté. Le goût a été testé par des professionnels qualifiés qui ont conclu que la cuisson du poisson dans une croûte de sel était satisfaisante en termes de caractéristiques sensorielles Certains des panélistes ont ajouté plus de sel au plat. Le chercheur a conclu pour cette recette précise, le poisson dont la teneur sel a été multipliée par six, pouvait être consommé sans problème par des personnes souffrant de diverses maladies comme l'hypertension artérielle.